# 18. ročník udílení Nickelodeon Kids' Choice Awards
18. ročník Nickelodeon Kids' Choice Awards se konal 2. dubna 2005 v Pauley Pavilion v Los Angeles. Ceremoniál moderoval Ben Stiller.

## Moderátoři a vystupující

### Moderátor
- Ben Stiller

### Vystupující
- Will Smith - "Switch"
- Simple Plan - "Shut Up!"

## Vítězové a nominovaní

### Film

#### Nejoblíbenější film
- Úžasnákovi
- Harry Potter a vězeň z Azkabanu
- Shrek 2
- Spider-Man 2

#### Nejoblíbenější filmový herec
- Adam Sandler (50× a stále poprvé)
- Jim Carrey (Lemony Snicket: Řada nešťastných příhod)
- Tim Allen (Vánoce naruby)
- Tobey Maguire (Spider-Man 2)

#### Nejoblíbenější filmová herečka
- Hilary Duff (Moderní Popelka)
- Drew Barrymoreová (50× a stále poprvé)
- Halle Berryová (Catwoman)
- Lindsay Lohan (Protivný sprostý holky)

#### Nejoblíbenější hlas z animovaného filmu
- Will Smith jako Oscar (Příběh žraloka)
- Cameron Diaz jako Princezna Fiona (Shrek 2)
- Eddie Murphy jako Oslík Shrek 2 (Shrek 2)
- Mike Myers jako Shrek Shrek 2 (Shrek 2)

### Televize

#### Nejoblíbenější televizní seriál
- American Idol
- Drake a Josh
- Faktor strachu
- Lizzie McGuire

#### Nejoblíbenější animovaný seriál
- SpongeBob v kalhotách
- Ed, Edd n' Eddy
- Kouzelní kmotříčci
- Simpsonovi

#### Nejoblíbenější televizní herec
- Romeo (Romeo!)
- Ashton Kutcher (Zlatá sedmdesátá)
- Bernie Mac (The Bernie Mac Show)
- Frankie Muniz (Malcolm v nesnázích)

#### Nejoblíbenější televizní herečka
- Raven (That's So Raven)
- Alyssa Milano (Čarodějky)
- Eve (Eve)
- Hilary Duff (Lizzie McGuire)

### Hudba

#### Nejoblíbenější písnička
- Britney Spears - "Toxic"
- Usher ft. Alicia Keys - "My Boo"
- Destiny's Child - "Lose My Breath"
- Usher - "Burn"

#### Nejoblíbenější zpěvák
- Usher
- Chingy
- Nelly
- LL Cool J

#### Nejoblíbenější zpěvačka
- Avril Lavigne
- Alicia Keys
- Beyoncé
- Hilary Duff

#### Nejoblíbenější hudební skupina
- Outkast
- Green Day
- Destiny's Child
- The Black Eyed Peas

### Další

#### Nejoblíbenější sportovec
- Tony Hawk
- Alex Rodriguez
- Mia Hamm
- Shaquille O'Neal

#### Nejoblíbenější videohra
- Shrek 2
- Scooby Doo 2: Monsters Unleashed
- Příběh žraloka
- Spider-Man 2

#### Nejoblíbenější kniha
- Řada nešťastných příhod
- Holes
- Harry Potter série
- Nebezpečná skratka

### Wannabe Award
- Queen Latifah